# Саре, Бакари
Бакари Буба Саре (фр. Bakary Bouba Saré; род. 5 мая 1990 или 5 апреля 1990, Абиджан) — буркинийский футболист ивуарийского происхождения, опорный полузащитник. Выступал за национальную сборную Буркина-Фасо.

## Клубная карьера
Начал заниматься футболом в Кот-д'Ивуаре в клубе «Бобо», с которого 2004 попал в академию бельгийского «Андерлехта».
Во взрослом футболе дебютировал в 2007 году за первую команду «Андерлехта», в которой провел три сезона, приняв участие в 28 матчах чемпионата. За это время завоевал титул чемпиона Бельгии, а также стал обладателем Кубка и Суперкубка страны, однако основным игроком не стал, поэтому в 2010 году недолго играл на правах аренды за норвежский «Русенборг».
23 февраля 2011 он подписал контракт на три с половиной года с клубом румынской Лиги I «ЧФР», но и здесь выходил на поле крайне редко, поэтому сезон 2013/14 провел в аренде в хорватском «Динамо» (Загреб) и эмиратском «Аль-Айн».
Летом 2014 перешел в португальскую «Виторию» (Гимарайнш), где провел следующие два сезона.
В состав клуба «Морейренсе» присоединился летом 2016 года.

## Международная карьера
В 2010 году привлекался в состав молодежной сборной Кот-д'Ивуара, вместе с которой выиграл Турнир в Тулоне и был на нем основным игроком. На молодежном уровне сыграл в 8 официальных матчах и забил 4 гола.
В 2016 году был приглашен в состав национальной сборной Буркина-Фасо, поскольку он имел буркинийское происхождение, и дебютировал в официальных матчах в ее составе в марте того же года в игре против Уганды (1:0) в отборе на Кубок африканских наций.
В составе сборной был участником Кубка африканских наций 2017 в Габоне, на котором буркинийцы заняли 3-е место.

## Достижения

### Клубные

#### «Андерлехт»
- Чемпион Бельгии: 2009/10
- Обладатель Кубка Бельгии: 2007/08
- Обладатель Суперкубка Бельгии: 2010

#### «Русенборг»
- Чемпион Норвегии: 2010

#### ЧФР
- Чемпион Румынии: 2011/12

#### «Динамо» Загреб
- Чемпион Хорватии: 2013/14

#### «Морейренсе»
- Обладатель Кубка португальской лиги: 2016/17

### Международные
- Бронзовый призёр Кубка африканских наций: 2017